# 2017 en aéronautique
Chronologie de l'aéronautique
- 2013
- 2014
- 2015
- 2016
- 2017
- 2018
- 2019
- 2020
- 2021

Cet article présente les faits marquants de l'année 2017 en aéronautique.

## Événements

### Juin
- 19 juin : Premier vol de l'avion léger belge Sonaca 200.

### Juillet
- 5 juillet : Premier vol de l'avion d'affaires français Dassault Falcon 5X.

### Août
- 15 août : Air Berlin dépose son bilan. Le dernier vol de cette compagnie aérienne a lieu le 27 octobre, entre Munich et Berlin-Tegel[1].

### Octobre
- 16 octobre : Airbus rachète 50,01 % des parts de Bombardier, prenant ainsi le contrôle du programme CSeries[2].

- 23 octobre : lancement de la production du Boeing 777X à l'usine d'Everett[3].

- 31 octobre : fin des vols d'appareils Fokker pour la KLM Royal Dutch Airlines[4].

### Novembre
- 2 novembre : l'Airbus A350-1000 passe avec succès ses tests de fiabilité et de fonctionnalité après un programme de 150 heures de vol[5].

### Fin 2017
- Premier vol du premier prototype Vahana d'Airbus A³, une voiture volante à décollage vertical mue par huit moteurs électriques[6].

### Décembre
- 1er décembre : premières lignes de la compagnie Joon vers Barcelone, Berlin, Lisbonne et Porto[7].
- 13 décembre : Annonce officiel de l’arrêt du programme Dassault Falcon 5X[8].
- 18 décembre : Premier vol du tiltrotor Bell V-280 Valor[9].
- 24 décembre : Premier vol de l'hydravion AVIC TA-600;